# Kroksjön, Jämtland
Kroksjön är en sjö i Strömsunds kommun i Jämtland och ingår i Ångermanälvens huvudavrinningsområde. Sjön har en area på 0,42 kvadratkilometer och ligger 591,9 meter över havet. Kroksjön ligger i Frostvikenfjällen Natura 2000-område.

## Delavrinningsområde
Kroksjön ingår i det delavrinningsområde (716065-143831) som SMHI kallar för Utloppet av Kroksjön. Medelhöjden är 614 meter över havet och ytan är 2,18 kvadratkilometer. Det finns inga avrinningsområden uppströms utan avrinningsområdet är högsta punkten. Vattendraget som avvattnar avrinningsområdet har biflödesordning 4, vilket innebär att vattnet flödar genom totalt 4 vattendrag innan det når havet efter 303 kilometer. Avrinningsområdet består mestadels av skog (59 procent) och kalfjäll (21 procent). Avrinningsområdet har 0,42 kvadratkilometer vattenytor vilket ger det en sjöprocent på 19,4 procent.